# The Warmth of the Sun
The Warmth of the Sun è un brano musicale composto da Brian Wilson e Mike Love per il gruppo pop rock statunitense The Beach Boys. Il brano fu incluso nell'album Shut Down Volume 2 del 1964 e successivamente venne pubblicato su singolo come B-side del 45 giri Dance, Dance, Dance, che arrivò alla posizione numero 8 in classifica negli Stati Uniti e alla numero 24 nel Regno Unito. Brian Wilson produsse la canzone, e il resto dell'album.

## Il brano
Wilson e Love cominciarono a comporre la canzone il 22 novembre 1963, giorno dell'assassinio di John Fitzgerald Kennedy, anche se i due coautori hanno fornito versioni discordanti circa il momento esatto dell'inizio della scrittura del pezzo, se prima o dopo l'omicidio di JFK. La successiva registrazione della canzone, avvenuta in gennaio, fu influenzata dallo shock emotivo provato dai suoi autori sulla scia della morte di Kennedy.
(Mike Love, 2007)
Nella sua autobiografia del 2016, I Am Brian Wilson, Wilson conferma che la canzone venne scritta il giorno dell'assassinio di Kennedy, come una sorta di risposta alla tragedia:

## Formazione[4]
The Beach Boys
- Al Jardine – cori, chitarra ritmica
- Mike Love – cori
- Brian Wilson – voce solista, cori, pianoforte
- Carl Wilson – cori, chitarra solista (con tremolo)
- Dennis Wilson – cori, batteria

Musicisti aggiuntivi
- Ray Pohlman – basso
- Hal Blaine – campana, percussioni
- Steve Douglas – sax tenore
- Jay Migliori – sax baritono

## Riferimenti in altri media
La canzone è inserita nella colonna sonora del film Good Morning, Vietnam (1987) insieme ad altri due brani dei Beach Boys, I Get Around e Don't Worry Baby.

## Cover
- Il brano è stato registrato da Murry Wilson, il padre di Brian, Carl e Dennis Wilson, per il suo primo ed unico album The Many Moods of Murry Wilson, pubblicato nel 1967 dalla Capitol Records.

- Vince Gill eseguì il pezzo durante il concerto "An All-Star Tribute to Brian Wilson" (2001).

- Nel 2006, Matthew Sweet e la cantante solista dei Bangles, Susanna Hoffs, incisero insieme una reinterpretazione della canzone per l'album Under the Covers, Vol. 1.

- Nel 2006, Matt Thiessen dei Relient K pubblicò una versione della canzone nell'album compilation My Other Band, Vol 1.[5]

- Nel 2010, la cantautrice britannica Rumer incise la canzone come B-side del suo singolo Aretha.

- Shelby Flint e Tim Weston, Wouldn't It Be Nice, A Jazz Portrait of Brian Wilson.